# Nati nel 1422
| Questa pagina contiene informazioni ricavate automaticamente dalle voci biografiche con l'ausilio del template Bio e di un bot. L'aggiornamento è periodico e automatico e ricostruisce completamente la pagina. Se manca una persona in questa lista, sei pregato di non aggiungerla, ma accertati piuttosto che la sua voce biografica contenga il template Bio e che i dati anagrafici siano correttamente compilati. Se il template Bio manca, inseriscilo tu stesso o, in alternativa, metti l'avviso {{tmp\|Bio}} che ne segnala la mancanza. Se i dati riportati sono sbagliati, correggi direttamente la voce biografica; le modifiche saranno visibili in questa lista entro pochi giorni. Per chiarimenti vedi il progetto biografie. La lista contiene solo le 13 persone che sono citate nell'enciclopedia e per le quali è stato implementato correttamente il template Bio. Pagina aggiornata al 26 lug 2025. |

- 23 gennaio - Jacopo Guicciardini, politico italiano († 1490)
- 8 marzo - Giacomo Ammannati Piccolomini, cardinale, vescovo cattolico e umanista italiano († 1479)
- 24 marzo - Agnese di Kleve, principessa († 1448)
- 7 giugno - Federico da Montefeltro, condottiero e duca italiano († 1482)
- 30 settembre - Barbara di Brandeburgo, nobile († 1481)
- 27 novembre - Gastone IV di Foix, conte († 1472)
- 29 novembre - Thomas Percy, I barone di Egremont, militare inglese († 1460)
- 23 dicembre - Louis d'Albret, cardinale e vescovo cattolico francese († 1465)
- Adolfo II di Nassau, arcivescovo cattolico tedesco († 1475)
- Bernardo Del Nero, politico italiano († 1497)
- Chökyi Drönma, principessa tibetana († 1455)
- Hund Şehzade, principessa ottomana († 1455)
- Antonio Jacopo Venier, cardinale e vescovo cattolico italiano († 1479)